# Детка (советы)
«Де́тка» — 12 советов П. К. Иванова (1898—1983), являющиеся, наряду с гимном «Слава жизни» и текстом «Победа моя», наиболее известным и значительным произведением в его учении, на основе которого возникло движение ивановцев. Советы определяют необходимые элементы физического и нравственного поведения человека (закаливание, оздоровительное голодание, любовь к ближнему и другие), необходимые для сохранения здоровья, как самой большой ценности в понимании Иванова. Название означает уменьшительно-ласкательное обращение Иванова к своему ученику-неофиту.

## История
Согласно дневниковым записям самого П. К. Иванова, практически с самого начала его 50-летнего опыта «закалки-тренировки» и успешной практики целительства Иванов учил людей, давая им свои советы, как быть здоровыми. Советов было пять, и они не менялись до середины 1970-х годов: 1) утром и вечером мыть ноги холодной водой, 2) обходиться в субботу без пищи и воды, 3) не пить, не курить, не плевать, не харкать, 4) здороваться с людьми, 5) помочь нуждающемуся. Эти пять советов давались Ивановым устно, но также были многократно написаны им в его дневниках и письмах к людям, зафиксированы в аудио и видео документах, в свидетельствах людей. В середине 1970-х годов совет мыть ноги холодной водой был заменён на холодное обливание или купание всего тела целиком.
20 февраля 1982 года (в день рождения Иванова) вышел очередной номер популярного в СССР еженедельного журнала «Огонёк», в котором была опубликована статья С. М. Власова «Эксперимент длиною в полвека» с рассказом о многолетнем опыте закаливания Иванова и его системе оздоровления, состоящей из семи правил:
1. Живи с постоянным желанием сделать людям добро и, коли сделал, никогда не вспоминай об этом, поспеши сделать ещё.
2. Всё старайся делать только с удовольствием, с радостью. И пока не научишься дело делать с радостью, считай, что не умеешь его делать.
3. Не пей ни вина, ни водки.
4. Один день в неделю голодай, а в другое время ешь поменьше мяса и вообще ешь поменьше.
5. Ходи круглый год босиком по траве и по снегу хотя бы несколько минут в день.
6. Ежедневно, утром и вечером, обливайся холодной водой.
7. Почаще бывать на воздухе с открытым телом, и летом и зимой.

Инициатором поездки Власова на хутор в Верхний Кондрючий для написания статьи для «Огонька» выступил последователь Иванова — парапсихолог Э. К. Наумов. Сам Власов отмечал в своей статье, что узнал об Иванове от другого его последователя — писателя В. Г. Черкасова, а также прочитал в книге Н. А. Агаджаняна, А. Ю. Каткова «Резервы нашего организма». Эта публикация сделала Иванова знаменитым: к нему приехали партийные деятели. Люди стали присылать ему многочисленные письма (в день их количество могло превышать 70) с просьбами о помощи в решении тех или иных проблем со здоровьем и дать совет: с чего начинать закалку. Тогда, в мае 1982 года, при помощи своего последователя И. Я. Хвощевского к опубликованным в «Огоньке» семи правилам закалки Ивановым были составлены дополнения в виде 12 советов получивших название «Детка». Листок с машинописным текстом «Детки» отсылался каждому обратившемуся к Иванову адресату, как универсальный ответ на все его волнующие вопросы.
Летом 1982 года «Детка» вместе с письмом П. К. Иванова, отредактированным И. Я. Хвощевским, была отправлена генеральному секретарю ЦК КПСС Л. И. Брежневу, с предложением передать свой опыт всему советскому народу через признание своей системы официальной властью и её повсеместное внедрение в обществе строящем коммунизм. Ответное письмо пришло в октябре, незадолго до смерти Брежнева, в котором сообщалось следующее:

Уважаемый Порфирий Корнеевич! Главное управление лечебно-профилактической помощи Минздрава СССР ознакомилось с вашим письмом в ЦК КПСС. Главное управление весьма признательно за ваши выводы и рекомендации по сохранению здоровья, особенно подрастающего поколения.

С благодарностью и уважением — начальник Главного управления лечебно-профилактической помощи А. М. Москвичев

## Оценки
Религиовед Е. Г. Балагушкин писал, что предложенные Ивановым в «Детке» система интенсивной закалки организма, а также морально-этические наставления воспринимаются его последователями как способ избавиться от «неблагоприятных воздействий на человека условий индустриального урбанизированного общества». А наибольший отклик данные правила нашли у тех людей, кто с ностальгией относится к утрате «близкой к природе здоровой сельской жизни» и стремится найти действенные средства «укрепления своего организма в условиях низкого уровня медицинского обслуживания в стране и слабой физкультурно-оздоровительной работы среди населения». Кроме того, по мнению Балагушкина, представленные в «Детке» нравственные наставления у некоторых вызывают симпатию своей «проповедью доброжелательных отношений между людьми», что особенно оказывается близким для тех людей, кто испытывает стресс от «обезличенных и разобщённых отношений в современном „машинизированном“ обществе».
Исследователь современного религиозного сектантства и деятель антисектантского движения в России А. Л. Дворкин в свою очередь считает, что несмотря на кажущуюся нравственность советов, представленных в «Детке», в действительности она представляет собой рекламный текст, рассчитанный на привлечение новых последователей Иванова. Кроме он полагает, что в тексте имеются высказывания, обладающие магическо-суеверным смыслом. Также Дворкин указывает, что «Детку» дополняют многие иные указания Иванова, являющиеся эзотеричными и невыполнимыми: не сможет умереть только тот, кто никогда не ложится и не садится; человек обязан отказаться от сна и если всё-таки спит, то только в помещении с закрытой форточкой. И обращает внимание на то, что имеющийся в «Детке» совет ничего и никогда не «выплёвывать из себя», а проглатывать, поскольку в противном случае это «вызывает ослабление и ведёт к смерти», означает (согласно тетрадям Иванова) отказ человека от любого телесного выделения.